# عبدالله کوثری
عبدالله کوثری (زادهٔ ۲۲ آبان ۱۳۲۵ در همدان) شاعر، مترجم، ویراستار و داور چند دورهٔ جوایز ادبی هوشنگ گلشیری، ابوالحسن نجفی و کتاب سال ایران است. کوثری که از نسل سوم مترجمان معاصر ایران محسوب می‌شود، تاکنون چندین بار برندهٔ جایزهٔ کتاب سال ایران شده و نامش بدل به برند. در نظرسنجی «مترجم محبوب من» در ۱۸ آبان ۱۳۹۷ در بخش مترجمان بالای ۵۰ سال کوثری به‌عنوان محبوب‌ترین مترجم از نظر مخاطبان اعلام شد.

## زندگی

### اوایلِ زندگی
عبدالله کوثری زادهٔ ۲۲ آبانِ ۱۳۲۵ در همدان است. نام خانوادگی پدری او «کوثری» و نام خانوادگی مادری‌اش «کوثر» است؛ در واقع والدینش عموزاده و در همدان شناخته‌شده بودند و میرزا علی‌نقی کوثر، مدفون در آرامگاه باباطاهر، جدِ مادری اوست.
پدرش تاجری بود از طبقهٔ متوسط با حجره‌ای در کاروانسرای شریفیه که در ۱۳۲۷ با اصرارش، ازجمله برای تحصیل خوبِ فرزندانش، به تهران مهاجرت کردند و ساکن محلهٔ امیریه، ایستگاه دلبخواه شدند و بیست سال ساکن امیریه ماندند؛ از امیریهٔ طرفِ محلهٔ گمرک شروع کردند تا امیریهٔ مقابل منیریه. کودکی عبدالله مثل همهٔ بچه‌های امیریه بود و جدا از فوتبال در کوچه و سینما که هیچ‌وقت از دست نمی‌دادند، با عشق به کتاب گذشت به‌نحوی که در هفت‌سالگی تمام هفته منتظر پنج‌شنبه-جمعه بود تا با انتشار جزوهٔ دیگری از ۱۲ جزوهٔ ۱۰۰ صفحه‌ای ۵ ریالی کنت مونت کریستو (الکساندر دوما، ترجمهٔ آرشیلا قریب‌پور شهریاری (ا. شهریاری)، ۱۳۳۴) به‌همراه برادرش آن را با شوق بخوانند؛ اثری که روی او تأثیر زیادی گذاشت. در کنارش آثار ژول ورن و داستان‌های پاورقی عامه‌پسند تاریخی شاپور آرین‌نژاد نیز به نظرش آثاری جذاب بودند. تابستان‌ها نیز اغلب روز را در خانه می‌ماند و کتاب می‌خواند و تنها نزدیک غروب برای خیابان‌گردی با دوستانش به خیابان پهلوی می‌رفتند. آخرهفته‌های تابستانه نیز آفتاب‌نتابیده برای کوهنوردی به تجریش می‌رفتند. در سفرهای خانوادگی به همدان نیز همیشه با خود کتاب می‌برد و علاوه‌بر وقت‌گذرانی با همسالان خانواده در باغات خانوادگی، کتاب نیز می‌خواند. او تا جایی که پولش می‌رسید، برخی از کتاب‌ها را می‌خرید اما بسیاری از کتاب‌ها را از کتابخانهٔ غنی پدر دوستش، فریدون کاظمیان قرض می‌گرفت که از نظر کوثری مهم‌ترینشان کل آثار احمد کسروی بود که در دوران دبیرستان خواند. با عضویت در کتابخانهٔ ملی ایران از کتاب‌های آن‌جا هم استفاده می‌کرد. کوثری سینما را نیز در شکل‌گیری ذوق و نگرشش تأثیرگذار می‌داند. او که مدعی‌ست فیلم‌های هندی و فارسی را نمی‌دید، با اذعان به عدم درک بعضی از فیلم‌های فدریکو فلینی (۱۹۲۰–۱۹۹۳) و میکل‌آنجلو آنتونیونی (۱۹۱۲–۲۰۰۷) در نوجوانی، آثاری که می‌دید را فیلم‌های آلفرد هیچکاک (۱۸۹۹–۱۹۸۰) معرفی می‌کند و دیگر کارگردانان سینمای کلاسیک هالیوود و آثاری نظیر زوربای یونانی (مایکل کاکویانیس، ۱۹۶۴)، زِد (کوستا گاوراس، ۱۹۶۹)، مهر هفتم (اینگمار برگمان، ۱۹۵۷) و خشت و آینه (ابراهیم گلستان، ۱۳۴۳). همچنین نمایش‌هایی براَساس نمایش‌نامه‌های غلام‌حسین ساعدی و برخی نمایش‌نامه‌های غربی را نیز می‌دیدند. او در مجموع دوران کودکی‌اش را خوب می‌داند.
عبدالله کوثری دوران دبستان (۱۳۳۲–۱۳۳۸)، دبیرستان (۱۳۳۸–۱۳۴۴) و دانشگاه (۱۳۴۴–۱۳۴۸) را در تهران گذراند؛ دبستان در مدرسهٔ نوبنیاد رازی همکلاسی پسرعموی اسلام کاظمیه بود و دبیرستان را بنا به سنت خانوادگی، مثل دو برادر بزرگترش در دبیرستان البرز که خود آن را بهترین دورهٔ زندگی‌اش با تأثیری شگرف بر زندگی‌اش می‌داند و آموخته‌هایش در البرز را بیش از دانشگاه و محمدعلی مجتهدی گیلانی، مدیر وقت مدرسه را ستون محکم علم و دانش ایران. او برجستگی این دبیرستان را نه سختگیری، بلکه فضای باز، شاگردان خوب مثل کاظم کردوانی که هر روز با هم دربارهٔ کتاب‌هایی که خوانده و فیلم‌هایی که دیده بودند بحث می‌کردند و دبیران ویژه‌اش می‌داند و تشویق و تأیید زین‌العابدین مؤتمن از او در انشا، خوب‌خوانی شعر حافظ و مثنوی معنوی را انگیزه‌بخش تا از همان ۱۵سالگی تصمیم بگیرد جز ادبیات کار دیگری نکند. با این وجود و با وجود علاقه به تحصیل در رشتهٔ ادبیات، چون هنگام تعیین رشته در کلاس دهم به دلیل کمبود متقاضی رشتهٔ ادبی به‌دلیل باور رایج در آن زمان که «ادبیات مال دخترها و سوسول‌هاست»، مدیریت دبیرستان این رشته را از دبیرستان البرز حذف کرده بود، کوثری که دل‌بستهٔ فضا، امکانات و دوستانش در البرز بود، برای باقی‌ماندن در البرز علوم طبیعی را برگزید.
کوثری فرزند پنجم خانواده‌ای پرجمعیت و کتاب‌خوان بود و خواهر و برادران بزرگترش همه دانش‌آموختهٔ دانشگاه بودند و در نتیجه او با کتاب و موسیقی و فرهنگ آشنا. برادر بزرگش که ۶ سال از او بزرگ‌تر بود و پزشکی می‌خواند با خریدن تولدی دیگر (فروغ فرخزاد، ۱۳۴۲) عبدالله دبیرستانی را بیشتر با دنیای شعر آشنا کرد. خواهرش اما با وجودی که ادبیات انگلیسی دانشگاه تهران خوانده بود، بعدها مدیریت خواند و در سازمان برنامه و بودجه ماندگار شد. تنها عضو خانواده که دلبستهٔ ادبیات شد و این حوزه را ادامه داد عبدالله بود. او از دوران دبستان بی‌گفتن به کسی به ادبیات علاقه‌مند شده و از کلاس دوم یا سوم دبستان سخت کتاب‌خواندن شد، از ده‌سالگی با سعدی شروع به خواندن کلاسیک‌های ایران کرد و از پانزده‌سالگی کلاسیک‌های یونان.
با پرورش ذوق ادبی‌اش در دبیرستان البرز دوست داشت در رشتهٔ ادبیات فارسی در دانشگاه تهران تحصیل کند ولی از سویی به این دلیل که با تحصیل در رشتهٔ علوم طبیعی در دبیرستان زبان عربی نخوانده بود و مطمئن بود در کنکور عربی‌اش ضعیف خواهد بود و از سویی دوستان دانشجوی ادبیاتش او را از تحصیل در این رشته بر حذر داشتند که چیزی که می‌جوید در دانشگاه نمی‌یابد و فضای دانشگاه ادبیات را خشک و کورکنندهٔ ذوق ادبی نمودند، از این انتخاب منصرف شد. پدرش نیز پیشنهاد داد به آلمان برود تا هم درس بخواند، هم با سرمایهٔ پدرش همراه یکی از دوستانش تاجر فرش شود ولی به او برخورد چراکه خود را شاعر می‌دانست، نه تاجر. در نهایت هم با این تحلیل که دست‌کم در حوزهٔ علوم انسانی است از سویی و چون آن زمان اقتصاد رشته‌ای جدید و کم‌متقاضی بود و فضای سیاسی و فعالیت دانشجویی دههٔ ۱۳۴۰ جهان اجتماع‌گرا بود، با این هدف که چیزی از یک علم اجتماعی بیاموزد، در دانشگاه ملی ایران اقتصاد خواند؛ تصمیمی که سال‌ها بعد اشتباه دانست چون با وجود استعداد و توانایی ادامهٔ تحصیل تا دکترا، از اعداد و آمار بیزار و به این مباحث بی‌علاقه بود. او آن سال‌ها را دورهٔ شعر امروز می‌داند به‌طوری که دانشجویان اقتصاد بیش از آدام اسمیت از شعر جدید احمد شاملو و مهدی اخوان ثالث حرف می‌زدند. در نتیجه، پس از کارشناسی در این رشته، با وجود معدل ۱۷ ادامهٔ تحصیل نداد و با وجودی که قصد داشت در کارشناسی ارشد ادبیات بخواند و مدتی هم در کتابخانهٔ دانشگاه ملی کار می‌کرد و آشنایانی هم داشت، ممنوعیت قانونی ادامهٔ تحصیل در رشته‌ای دیگر در آن دوران مانع شد و ذوق ادامهٔ تحصیل دانشگاهی را از دست داد و از ادامهٔ تحصیل منصرف شد.
در این میانه، در ۱۳۴۷ به دلیل بیماری قلبی پدرش از امیریه به شمیران رفتند و در دربند، نبش خیابان گلاب‌دره خانه‌ای گرفتند با ساختمانی آجر بهمنی در مالکیت ارباب جمشید که هنوز باقی‌ست. در ۲۳ سالگی هم با پایان تحصیل در دانشگاه، به خدمت نظام وظیفه رفت؛ چهار ماه آموزشی در فرح‌آباد (صالح‌آباد) کرمانشاه بود و سپس برای دورهٔ تخصصی زرهی به شیراز اعزام شد. در خرداد ۱۳۴۹ اما وقتی برای مرخصی به تهران بازگشته بود پدرش از نارسایی قلب درگذشت. کوثری در ۱۳۵۱ پس از پایان سربازی، با وجودی که زبان انگلیسی‌اش را خوب می‌دانست، از سویی برای آموختن این زبان و بودن در فضا و گشت و گذار در اروپا و از سوی دیگر دیدار با برادرش که به دلیل فعالیت سیاسی نمی‌توانست به ایران برگردد، به پاریس و یک ماه بعد به لندن رفت و آن‌جا کلاسی یافت و انگلیسی خواند که خودْ بنیان زبانش را از آن‌جا می‌داند چراکه تا پیش از آن چندان انگلیسی نخوانده بود؛ البته سعی می‌کرد اما می‌دید مدتی که صرف خواندن یک صفحه به انگلیسی می‌کند می‌تواند چهل صفحه فارسی بخواند. به همین دلیل و با اعتقاد به داشتن استعداد در انگلیسی، این سفر و کلاس و یک سال و چند ماه حضور در اروپا را بسیار مؤثر می‌داند و معتقد است چیزهای زیادی به او آموخت و در این مدت کوتاه زبان انگلیسی‌اش کم و بیش راه افتاد؛ به نحوی که در بازگشت به ایران می‌توانست ترجمه کند.

### فعالیت ادبی
کوثری از همان سال‌های نخستین دبستان با شعر کلاسیک فارسی آشنا شد و اولین کتاب شعری که با آن الفت گرفت مجموعهٔ دوبیتی‌های بابا طاهر بود و سپس به سعدی و حافظ و غزلیات مولانا رو کرد.
نخستین شعرش را که غزل بود و برگرفته از شاعران کلاسیک فارسی در چهارده‌سالگی سرود و تا حدود سه سال چند دفتر غزل و مثنوی و تضمین شعر دیگران سرود. در سال‌های نخست دبیرستان با خواندن تاریخ مشروطهٔ ایران اثر احمد کسروی به شاعران جنبش مشروطهٔ ایران، نظیر محمدتقی بهار، عارف قزوینی و مخصوصاً میرزاده عشقی رو کرد و یکی-دو سال شعرهایی اجتماعی به تقلید از اینان سرود. در این دوران هنوز با شعر نو آشنا نبود و جز در مجلات چیزی از شاعران معاصر نخوانده بود. در ۱۳۴۲ اما عیدی‌گرفتن کتاب «دختر جام» (نادر نادرپور، ۱۳۳۳) از زنی از بستگانش آغاز آشنایی جدی‌اش با شعر معاصر و نخستین تحول در شعرش بود. عبدالله هفده‌ساله با سری پرشور و دلی شیدایی اگرچه هنوز غرق در شعر کهن بود، اما اکنون جهان را متفاوت از پیش می‌دید و دیگر معشوقش را نه زن اثیری حافظ و بابا طاهر بلکه در خیابان، با ظاهر و زندگی‌ای مثل خود می‌یافت و در نتیجه سخن‌گفتن از او یا با او را نیازمند زبانی دیگر. با نادرپور با چشم‌انداز دیگری در شعر آشنا شد و از ۱۳۴۲ تا ۱۳۴۳ به سبک او شعر سرود. در همین دوران، در ۱۳۴۲ به واسطهٔ هاشم کاردوش، از بستگان توده‌ای‌اش و دوست صمیمی هوشنگ ابتهاج که از بچگی عبدالله را دوست داشت و شعرهایش را می‌شنید، با هوشنگ ابتهاج آشنا شد و از آن روز تا حدود یک سال و نیم دو هفته یک بار با رفتن به خانه‌اش در خیابان حقوقی، شعرهای تازه‌اش را برایش می‌خواند.
اولین بار از ۱۳۴۲ یا ۱۳۴۳ برخی اشعارش را در جُنگ طرفه، مجله‌ای با صفحات کاهی شبیه جزوه‌ای از اشعار شاعران شعر موج نو منتشر کرد و سپس مجلهٔ فردوسی اما شتاب چندانی برای چاپ شعر نداشت و مدعی‌ست برای مجلهٔ فردوسی که همه برای آن شعر می‌فرستادند، تنها چند شعر فرستاده. به مجلهٔ فردوسی بی‌علاقه نبود و همیشه آن را می‌خرید ولی به مجلهٔ خوشه بسیار علاقه داشت که شاملو از ۱۳۴۶ تا ۱۳۴۸ منتشر می‌کرد. در همین ایام بود که با شعر نیما یوشیج نیز آشنا شد. او که در ۱۴–۱۵ سالگی روزی چند ساعت حافظ می‌خواند و غزلیات تقلیدی از حافظش باعث خوشحالی پدرش می‌شد، در حالی که خود اذعان دارد کلماتش از حافظ بود و او فقط جایشان را تغییر می‌داد، با سرودن اولین اشعار نو، با عصبانیت پدرش مواجه شد که تو که چنان شعرهایی می‌گفتی این یاوه‌ها چیست، نیما یوشیج کسی نیست که بزرگش کرده‌اید.
با این که پیشتر شعرهایی عامیانه از احمد شاملو خوانده بود ولی در ۱۳۴۳ بود که با خریدن آیدا در آینه (احمد شاملو، ۱۳۴۳) به شکلی دراماتیک با شعرش آشنا شد و با خواندنش در خیابان، نرسیده به خانه، همهٔ خوانده‌های پیشینش گریخت و جا به صدای شاملو داد. کوثری نه بی‌وزنی، بلکه شیفتهٔ شکوه زبان شاملو شد و نگاهش به عشق، انسان و مصائبش. با این حال، چون سال‌ها تمرین شعر قدیم وزن شعر را بخشی از ذهنش کرده بود، یکباره رهایش نکرد ولی به قالب‌های آزادتر رو آورد.
از ۱۳۴۳ تا ۱۳۴۶ به دنبال زبان شعر خود بود. او که هم‌زمان با آشنایی با شاملو، با خواندن روزنامهٔ شیشه‌ای (احمدرضا احمدی، ۱۳۴۳) با شعر احمدرضا احمدی نیز آشنا شده بود، متأثر از وقت خوب مصائب (احمدرضا احمدی، ۱۳۴۷) نیز بود ولی بیش از همه زبان و نگاه خاص شاملو بر شعرش تأثیر گذاشت. با وجودی که کوثری عاشق شاملو بود، اما معتقد است او از دههٔ ۱۳۶۰ به بعد در مورد ادبیات حرف‌های خوبی نزد.
کوثری در ۱۳۴۵ هم در مجلات مختلف شعر چاپ کرد. در مهر ۱۳۴۶ اما، در حالی که شعر احمد شاملو همهٔ ذهنش را گرفته بود، با رسیدن شعرش به حدی که به باور خودش دست‌کم نومیدکننده نبود، با اشتیاق خود و تشویق برخی دوستان دانشگاهی و در حالی که خودش هنوز تردید داشت شعرش را پیش شاملو ببرد یا نه، کم‌وبیش به‌زورِ دوستی به نام عباس صدرایی با دو شعر به دفتر مجلهٔ خوشه رفت تا ابتدا شاملو را ببیند و سپس او شعر کوثری را بسنجد. این بود که با مواجهه با شاملو گفت شعرهایش را آورده که فقط آن‌ها را ببیند. شاملو هم گفت دوشنبهٔ دیگر بیا. در شمارهٔ هفتهٔ بعد خوشه اما شعرش منتشر شد و از آن تاریخ مدام به خوشه می‌رفت و تقریباً هر هفته اشعارش در خوشه منتشر می‌شد و شاملو اغلب شعرهایش را چاپ کرد. کوثری نیز از آن پس دیگر سعی نکرد در جایی دیگر شعر منتشر کند. در ۱۳۴۸ اما جلو انتشار خوشه را نیز گرفتند. کوثری این دوره را از پربارترین دوره‌های شعر خود می‌داند. پس از آن کوشید زبانش را غنی کند. اما هنوز جز گلستان سعدی چیزی از نثر کهن فارسی نمی‌شناخت تا چند سال بعد که به توصیهٔ شاملو تاریخ بیهقی را شناخت و سپس کتاب‌های دیگر. کوثری نوع رابطه‌اش با شاملو را دوستی شاگردی با استادش می‌داند و معتقد است از کسانی نبود که یک‌سر پیش شاملو برود و مزاحم شود چون می‌دانست او خیلی کار دارد و به آن احترام می‌گذاشت.
در سال ۱۳۴۷ با برگزاری هفتهٔ «شب‌های شعر خوشه» به همت احمد شاملو که عظیم‌ترین حرکت مردمی نوپردازان، از آغاز پیدایش شعر نو تا پیش از شب‌های شعر کانون نویسندگان ایران در ۱۳۵۶ بود و پس از آن بود که تب شب‌های شعر سراسر ایران را فراگرفت و سال‌ها ادامه یافت، در شب چهارم، در ۲۷ شهریور، عبدالله کوثری نیز در کنار مهدی اخوان ثالث، منصور اوجی، بیژن الهی، منصور برمکی، محمد حقوقی، محمدرضا شفیعی کدکنی و خانم «ف. الف. نیسان» شعر خواند.
کوثری اولین کتابش، مجموعه‌شعر از پنجره به شهرِ هُرم‌ها، را در ۱۳۵۲ منتشر کرد؛ کتابی حاوی ۱۰ شعر. تنها واکنش به آن در مجلات، نقد بهاءالدین خرمشاهی به آن، دو سال پس از انتشارش بود. او کوثری را شاعری فریادخوان دانست که شعرش را فریاد و فریادش را شعر کرده و با کلمات مأنوس از تجربهٔ دردهایی نامأنوس می‌گوید. از نظر او شعر کوثری در لحن، کلمات و تصویرسازی وامدار شاملوست و سوگ‌آلودگی و ناامیدی‌اش تداعی‌گر ناتوانی و روایت استعاری غم‌هایش که گاه در نهایت ساده‌دلی شباهتی به شعر ندارند؛ مانند شعر بالابلند «سرگذشت» که از نظر خرمشاهی سرشار از یاد و دریغ‌های رقیق و رمانتیک است که جز اسراف کلمات و پرچانگی و دورشدن از منطق شعر چیزی نیست. از نظر او اگر نصف این دفتر چنین شعرهایی نبود، شاعری توانا با تکه‌ها و رگه‌های درخشان بود. با این حال، به باور محمد شمس لنگرودی این کتاب در سالی که روند افول و بی‌اعتباری شعر تشدید شده و اعتراضات به وضع شعر ادامه داشت، از مجموعه‌های قابل توجه آن سال بود.
در اوایل دههٔ ۱۳۵۰ اما بخشی از شعرهایش در حادثه‌ای از میان رفت که چند شعر از جمله چند منظومهٔ بلندش برای او جای دریغ داشت.
کوثری در کنار باقر پرهام، فریدون تنکابنی، منوچهر شیبانی، منوچهر نیستانی، بیژن کلکی و محمد حقوقی یکی از شعرخوانان و سخنرانان شب نهم شب‌های شعر کانون نویسندگان ایران در سال ۱۳۵۶ بود.
دومین مجموعه‌شعر کوثری به نام با آن سوار سرخ هم در ۱۳۵۹ منتشر شد؛ کتابی حاوی ۱۰ شعر (سه شعر سرودهٔ پیش از انقلاب ۱۳۵۷ ایران، چهار شعر حین انقلاب و سه شعر پس از آن)، روایتگر سیر حرکت ذهنی‌اش با انقلاب؛ با شروع از جهنم‌دانستن دنیای اطرافش در «با آن دیگران» (بهار ۱۳۵۴)، به ضرورت حرکت‌کردن در «عاشقانه» (تابستان ۱۳۵۴)، به همراهی با انقلاب در «غزل» (مهر ۱۳۵۷)، به مرثیه‌سرایی برای شورشیان ترکمن در «در سوگ آن سواران» (اسفند ۱۳۵۸)، به انتقاد از حاکمان جدید به عنوان پس‌ماندگان تاریخ که بر توده تسلط یافته‌اند در «فاتحان». تنها واکنش به این اثر، نقد محتوایی منفی حسن قاضی‌مرادی بر آن بود که آن را نمونه‌ای از طرز تفکر ادبی-هنری روشن‌فکران عادی دانست که به باور منتقد، با وجود حساسیت به اطرافشان، شناخت عمیقی از جامعه ندارند. او نگاه شاعر به محیط را سطحی می‌داند و ناتوان از تحلیل و تنها توصیفگر سطح.
از دههٔ ۱۳۶۰ به بعد اما با روآوردن بیش از پیش به ترجمه و بدل‌شدن ترجمه از تفنن به حرفهٔ اصلی، اشتغال ذهنی و توان‌فرسایی ترجمه او را از شعر دور کرد و معتقد است با جذبش برای مدتی طولانی به ترجمه، ترجمه جهانش شده و پس از سال‌ها کشمکش درونی، در دوره‌ای دید دیگر استقلال ذهنی نوشتن شعر در او کمرنگ شده و تنها هرچند گاه در فرصت و فراغت شعر می‌سراید، با این دلداری به خود که ذوق و زبان شاعرانه‌اش را صرف ترجمه‌هایش می‌کند و امیدواری به روزی که با کاستن از ترجمه، بار دیگر چنان‌که بایست به شعر خود بپردازد.
سومین دفتر شعر او اما در زمستان ۱۳۷۶ با عنوان گزیدهٔ شعرها منتشر شد، عمدتاً شامل گزیده‌ای از اشعار منتشرنشدهٔ ۱۳۴۶ تا ۱۳۷۳ و در کنارش چند شعر از دو مجموعهٔ پیشین که بازنشرشان را مناسب می‌دید.
با این که کوثری شعر را بخشی از وجودش می‌داند و همچنان به محض فراغت ذهن از ترجمه شعر می‌گوید، اما پس از این دفتر دیگر نخواست شعرهایش منتشر شوند و فعلاً نیز قصد چاپشان را ندارد.

## کار

### ویراستاری
کوثری با بازگشت به ایران، با وجودی که به دلیل کمبود دانش‌آموختهٔ اقتصاد در آن دوره و دانش‌آموختگی او با معدل ۱۷ و تسلطش بر زبان انگلیسی، امکان استخدام در شرکت ملی نفت ایران یا سازمان برنامه و بودجه را داشت که به باورش بهترین جا بود و افراد مهمی آن‌جا کار می‌کردند و پول خوبی هم می‌دادند و معتقد است هر جا که می‌رفت او را می‌پذیرفتند، به دلیل بی‌میلی به کارمندی و میل به نوشتن، چون آن زمان با مادرش زندگی می‌کرد و با وجودی که خانه‌ای برای زندگی داشتند ولی به پولی توی جیب هم نیاز داشت، وقتی به نظرش آمد بهترین جا فضای کتاب‌خانه است، از ۱۳۵۲ تا ۱۳۵۴ در کتابخانهٔ مرکزی دانشگاه ملی ایران کار کرد با این هدف که فکر کند می‌خواهد چه کند. در این شغل کسی کاری به کارش نداشت؛ می‌نشست گوشه‌ای از کتابخانه که در اختیارش گذاشته بودند کتاب می‌خواند. در این دوره با تصمیم به ترجمه، در حالی به شکل امتحانی دو کتاب را ترجمه کرد که هیچ‌کدام از نظریه‌های ترجمه را نمی‌دانست و کسی نبود از او ایراد بگیرد که بخشی را باید این‌گونه می‌نوشتی، ولی معتقد بود با خواندن ترجمه‌های مترجمانی چون رضا سیدحسینی، نجف دریابندری، محمد قاضی و محمود اعتمادزاده می‌داند ترجمه و فارسی‌نویسی خوب چیست.
در ۱۳۵۴ با ترک کار در کتابخانهٔ مرکزی دانشگاه ملی، به مؤسسه‌ای با نامی شبیه به بنیاد پژوهش‌ها، با رئیسی از اعضای سابق حزب نیروی سوم رفت. آن‌جا با منوچهر صفا و داریوش آشوری آشنا شد و به شکل مستقیم وارد ویراستاری. آن‌جا قرار بود در کاری مشترک زیر نظر آشوری دایرةالمعارفی در علوم انسانی، اجتماعی و فلسفی بنویسند. کوثری و تعدادی از دوستان چند دایرةالمعارف، از جمله اتحادیهٔ کارگری را ترجمه می‌کردند و آشوری تدوینشان می‌کرد؛ دوره‌ای از نظر کوثری بسیار خوب چراکه کار با آشوری بود و کوثری به دلیل خوب‌بودن فارسی‌اش مشکل زیادی نداشت. اما آن‌جا و آن طرح با گذشت حدود ۷–۸ ماه به مشکل برخورد و دوام نیاورد و با خروج آشوری از مؤسسه، کوثری که دید دیگر آن‌جا به او نمی‌چسبد و کاری هم ندارد، از آن‌جا هم بیرون آمد.
پس از آن، در حدود ۱۳۵۵ به دیدار آشوری رفت و به پیشنهاد او ویراستار بخش علوم اجتماعی انتشارات تازه‌تأسیس دانشگاه صنعتی شد که در آن دوره علیرضا حیدری، مدیر انتشارات خوارزمی، مدیرش بود و همکارانش همه استادان کوثری و علاوه‌بر کتاب‌های دانشگاهی، کتاب‌های عمومی، فلسفی و علوم اجتماعی — به باور کوثری — خوبی نیز منتشر می‌کرد و کوثری آن دوره را نیز مهم می‌داند و روزی هشت ساعت خواندن و ویراستاری متون در این دوره را کمک بزرگی به ورودش به جهان ترجمه. در همان‌جا بود که مسیر زندگی‌اش به تدریج از شعر دور شد و به ویرایش و ترجمه تغییر کرد. پس از نزدیک به دو سال کار در آن‌جا، در ۱۳۵۶ با بروز اختلافاتی، آن‌جا نیز به هم خورد و کوثری دوباره بی‌کار شد.
پس از آن در انتشارات دانشگاه فارابی مشغول به کار شد. اما دانشگاه تازه‌تأسیس بود و با نزدیکی به انقلاب ۱۳۵۷ ایران و تغییر اساسی فضای کشور همه‌چیز تق و لق شده بود. به همین دلیل کوثری شروع کرد به کارکردن در خانه برای خودش. در ۱۳۵۹ هم با انقلاب فرهنگی ایران و استعفا و اخراج عده‌ای از دانشگاه‌ها و تغییر شکل مدیریت، از آن‌جا که شناخته‌شده بود و با توجه به سوابق فرهنگی‌اش معتقد بود برای بسیاری شخصیت دلپذیری نیست و مطمئن بود اخراجش خواهند کرد، وقتی دید نمی‌تواند به آن شکل ادامه دهد و با آن فضا سازگار شود، خود را بازخرید کرد و از آن پس برای خود کار کرد و مدعی‌ست دیگر برای کسی یا جایی به‌طور درازمدت کار نکرد. با این حال، دست‌کم از بدو تأسیس فصلنامهٔ مترجم در بهار ۱۳۷۰ تا آخرین شمارهٔ کاغذی‌اش در تابستان ۱۳۹۱ عضو تحریریه و دست‌کم در دههٔ ۱۳۷۰ ویراستار آن بود.
با بازخرید خود از انتشارات دانشگاه فارابی، کاری که بیشتر برای کسب درآمد می‌کرد ویرایش بود. در ۱۳۶۳ با معرفی دوستی، برای تألیف دایرةالمعارف تاریخ جهان انتشارات ایران‌یاد، کوثری که بی‌کار بود و هنوز مجرد، همکار محمدتقی فرامرزی و هادی غبرایی شد ولی ۸–۹ ماه بعد، وقتی دولت آن انتشارات را تصاحب کرد از آن‌جا هم آمد بیرون.

### ترجمهٔ سیاسی
نخستین ترجمهٔ کوثری کتابی دربارهٔ جنگ ویتنام به نام «راز آشکار: دکترین نیکسون-کیسینجر در آسیا» (ویرجینیا برودین [و دیگران]، ۱۳۵۳) با همکاری مهدی تقوی، دوست و خویشاوندش و اکنون متخصص اقتصاد و استاد دانشگاه بود؛ کتاب جنجالی آن‌روزهای اروپا و آمریکا و اولین مواجههٔ کوثری با سانسور چراکه اشارهٔ نوام چامسکی در مقدمه به سیاست‌های آمریکا در آسیا از جمله کودتای ۲۸ مرداد سانسور و با «براندازی حکومت‌های ملی در خاورمیانه» جایگزین شد. دومین ترجمهٔ وی «محاکمهٔ ژان‌دارک در روان» (آنا سگرز و برتولت برشت، ۱۳۵۴) که همچنان تجدید چاپ می‌شود و با وجودی که دومین ترجمه‌اش بود و در چاپ‌های بعدی چندان در آن دست نبرد، آن را ترجمهٔ بدی نمی‌داند.
سومین ترجمه و اولین کتاب کوثری پس از انقلاب ۱۳۵۷ ایران «صنعت و امپراتوری» (اریک هابسبام، بهار ۱۳۶۱) بود؛ کتابی در تاریخ اقتصاد و اولین اثر ترجمه‌شدهٔ هابسبام به زبان فارسی. در واقع با این کتاب در ۱۳۵۶، وقتی ویراستار انتشارات دانشگاه صنعتی بود آشنا شده و شروع به ترجمه‌اش کرده بود. با خروجش از آن انتشارات این کتاب را هم آورد بیرون و در نهایت در ۱۳۶۱ در حالی چاپ شد که به باور کوثری به دلیل چاپ در دوران جنگ ایران و عراق و کمبود کاغذ انتشارش چند سال طول کشید و چاپش به نظر او خیلی بد بود تا در ۱۳۸۷ نشر ماهی آن را بازنشر کرد.

### ترجمهٔ ادبی
کتاب بعدی کوثری «آنتوان بلوایه» (پل نیزان، تابستان ۱۳۶۳) بود؛ رمانی مارکسیستی دربارهٔ ازخودبیگانگی در جامعهٔ سرمایه‌داری که یکی از دوستان برایش فرستاده بود و چون از ژان‌پل سارتر آثار زیادی خوانده بود و نیزان دوست و مورد تحسین سارتر بود، او را می‌شناخت. پس از انتشار این اثر اما رضا سیدحسینی که به واسطهٔ کاظم کردوانی، دوست دوران دبیرستان البرز کوثری و همکار سیدحسینی در فرهنگ آثار با او آشنا می‌شود، با وجود تحسین کیفیت ترجمه‌اش، به او توصیه کرد به آثار جدی‌تری بپردازد چون معتقد بود نیزان در فرانسه نویسندهٔ درجه‌یکی نیست. با این حال کوثری آن را در چارچوب اندیشه چپ کتاب بدی نمی‌داند و آن را متفاوت با رئالیسم سوسیالیستی و نیزان را شخصیت جالبی می‌داند. کوثری به پشت‌گرمی انتشار «آنتوان بلوایه» در انتشارات آگاه با تیراژ ۵۵۰۰ نسخه‌ای، به فکر کسب درآمد از ترجمه افتاد و به صورت جدی به ترجمهٔ کتاب به عنوان شغل روی آورد؛ کاری که خودش هم می‌خواست.
کوثری که پیش از شروع به ترجمهٔ ادبی ترجمه‌های خوب ادبیات جهان به زبان فارسی را خوانده و اولین رمانی که از ادبیات آمریکای لاتین خوانده بود انفجار در کلیسای جامع (آلخو کارپانتیه، ترجمهٔ سروش حبیبی، ۱۳۵۳) بود، اما کار جدی‌اش روی ادبیات در ۱۳۶۴ آغاز شد. در پاییز در این سال وقتی برای دیدار دوست ناشرش، رضا بنی‌صدر، به انتشارات تندر رفت، او آئورا، پوست‌انداختن و گفت‌وگو در کاتدرال را در اختیارش گذاشت که هر کدام را خواست ترجمه کند. کوثری همان شب آئورا را که کم‌حجم‌تر بود و نام نویسنده‌اش از اشاره در کتابی دیگر برایش آشنا در شب‌بیداری از ترسِ موشک‌باران خواند و چنان آن را متفاوت با خوانده‌های پیشینش یافت و چنان از زبان و فضای شعرگونش متأثر شد که نتوانست بخوابد و فردایش با رفتن به دفتر رضا بنی‌صدر گفت همین کتاب را ترجمه و ترجمه‌اش را از همان روز شروع می‌کند ولی رضا بنی‌صدر از او خواست دو کتاب دیگر را هم بخواند و همین آغاز ترجمهٔ داستانِ او شد و چنان عاشق کارلوس فوئنتس شد که از برادر ساکن آمریکایش خواست برایش دربارهٔ فوئنتس اطلاعات جمع کند. اتفاقاً در همان روزها فوئنتس در دانشگاه برکلی سخنرانی داشت و برادر کوثری پس از جلسه، وقتی موضوع را به او گفت فوئنتس گرینگوی پیر را برایش امضا کرد و فرستاد. به این ترتیب تصمیمش بر ترجمهٔ آثار آمریکای لاتین جدی‌تر شد و در این حوزه ماند. انتشار کتاب اما به دلیل جنگ ایران و عراق کم بود. در نتیجه با وجودی که او دوماهه آئورا (کارلوس فوئنتس، ۱۳۶۸) را ترجمه کرد و در ۱۳۶۴ ترجمه‌اش را به ناشر تحویل داد، تا ۱۳۶۸ منتشر نشد.

### ترجمهٔ اقتصادی
کوثری فضای بد تهران، بیکاری، بالابودن هزینهٔ زندگی در تهران و سکونت والدین همسرش در مشهد را عامل مهاجرتش به مشهد می‌داند. در ۱۳۶۴ با تصاحب انتشارات ایران‌بان توسط دولت دوباره بیکار شده بود ولی حالا ازدواج هم کرده بود. سال‌های جنگ ایران و عراق بود و جدا از جنگ هم، از نظرش سال‌های هولناکی بود و پشتاپشت خبرهای بد می‌رسید و اعصاب همه داغان بود، به نحوی که متوجه شد از شدت فشار عصبی، هنگام نوشتن دستانش می‌لرزند. این بود که پس از چند ماه ماندن در تهران و خوردن از ذخیره، وقتی دید با این وضع دوام نمی‌آورد یا منفجر می‌شود، یا سکته می‌کند، تصمیم به مهاجرت گرفت چراکه تهرانِ آن روز چیزی به او نمی‌داد. در زادگاهش، همدان، همدیگر کسی را نداشت. در مشهد هم جز خانوادهٔ زنش کسی را نداشت، ولی دید تنها جایی که می‌تواند برود همان‌جاست.
در ابتدا قصد داشت تنها تا تغییر شرایط در تهران چندوقتی در مشهد بماند و اصلاً تصور زندگی در جای دیگری جز تهران را نداشت. اما بعدها با پیرترشدن والدین زنش و افزایش وابستگی‌شان به او از سویی، بدتر و پرهزینه‌ترشدن روزبه‌روز تهران از سوی دیگر، چون نه خانه‌ای داشت، نه دارایی‌ای، با وجودی که مشهد از نظر فرهنگی برایش دلپذیر نبود، به دلیل خلوت و آرامشش در مشهد ماندگار شد و جدی‌تر و با دل‌مشغولی کم‌تر به ترجمه پرداخت؛ مخصوصاً که معتقد است اتلاف وقت زندگی در تهران را هم نداشت و جدی نشست کار کرد. با این حال، با سفرهای ده‌روزه تا یک‌ماههٔ هر دو-سه ماه به تهران برای کار، روابط خانوادگی، دوستانه و اجتماعی نگذاشت پیوندش با تهران قطع شود.
با مهاجرت به مشهد در ۱۳۶۵، در ۱۳۶۹ به مدت یک سال با حقوقی ناچیز ویراستار انتشارات تازه‌تأسیس آستان قدس رضوی بود. در سال‌های جنگ ایران و عراق به دلیل وضع کشور و جیره‌بندی کاغذ کتاب عمومی چندانی چاپ نمی‌شد که با ترجمه زندگی کند؛ بنابراین به همان حقوق ناچیز اکتفا کرد که لااقل کرایه‌خانه‌اش را بدهد. پس از خروج از آستان قدس، از ۱۳۶۹ تا ۱۳۷۰ ویراستار، مشاور و مترجم نشر نیما، ناشری خصوصی در مشهد بود و در کنار آن، برای کمک‌خرج گذران زندگی، بیشتر اقتصاد به کمکش آمد چراکه با بستن قرارداد با چند مؤسسهٔ تحقیقات اقتصادی وابسته به دولت، برایشان دو-سه‌هزار صفحه مقالات اقتصادی ترجمه کرد؛ ولی جز این‌ها برای درآمد کار دیگری نکرد. کوثری با وجودی که تحصیلش در اقتصاد را اشتباه می‌داند ولی آنچه از اقتصاد نصیبش شده را هم کم نمی‌داند و ترجمهٔ چندین کتاب در اقتصاد و تاریخ اقتصادی را به دلیل مطالعه‌اش در این حوزه و دانشی می‌داند که در دانشگاه آموخته. در نتیجه، در این دوران با مهدی تقوی چند کتاب اقتصادی ترجمه کرد، از جمله «دورهٔ کامل علم اقتصاد» (پیتر ماندر [و دیگران]، ۱۳۷۰) منتشره در انتشارات پیشبرد متعلق به دوستش، حسین عبده تبریزی که چندین بار تجدید چاپ شد و دوره‌ای هم کتاب درسی بود.
با وجودی که ترجمهٔ این آثار برای کسب درآمد بود، اما کوثری گزینششان را از روی علاقه می‌داند و انتخاب و پیشنهاد دوستانی نظیر حسین عبده تبریزی (مدیر انتشارات پاپیروس)، محمد نفیسی یا سهراب بهداد؛ چون خود دیگر مطالعات اقتصادی نمی‌کرد و گزینش این دوستان را قبول داشت. با این حال ترجمهٔ کتاب‌های اقتصادی را وجه عمدهٔ کار خود نمی‌داند.
پس از این دوران که تا اواخر دههٔ ۱۳۷۰ طول کشید، ترجمهٔ اقتصادی را کنار گذاشت و تنها ادبیات ترجمه کرد.

### بازگشت به ترجمهٔ ادبی
در ۱۳۶۶، در حالی که آئورا به دلیل سهمیه‌بندی کاغذ در دوران جنگ ایران و عراق هنوز در انتظار چاپ بود، کوثری شروع به ترجمهٔ «گفت‌وگو در کاتدرال» (ماریو بارگاس یوسا، ۱۳۷۰) کرد که ترجمه‌اش تا ۱۳۶۷ ادامه یافت و چند سال بعد هم «پوست‌انداختن» (کارلوس فوئنتس، زمستان ۱۳۸۰) را ترجمه کرد، با این تصور که با وجودی که ترجمه‌اش سخت و گاه مثل تقلای حل‌کردن مسئله است و اثری‌ست چنان سخت که تجدید چاپ نخواهد شد، ولی به نظرش از مهم‌ترین آثار ادبیات آمریکای لاتین می‌آمد و ترجمه‌اش لازم. از همین اثر هم بود که عاشق فوئنتس شد و معتقد است با وجودی که ماریو بارگاس یوسا نویسندهٔ بزرگی‌ست ولی فوئنتس علاوه‌بر نویسنده، متفکر بزرگی نیز هست. از آن پس پشتاپشت آثار دیگر را ترجمه کرد؛ با این حال، خود شروع شهرتش به عنوان مترجم را «آئورا» می‌داند؛ هرچند پیش از آن چند کتاب اقتصادی، یک رمان و یک نمایش‌نامه ترجمه کرده بود.
کوثری شناختش از نویسندگان بزرگ ادبیات آمریکای لاتین را حاصل مطالعهٔ چهار-پنج کتابِ — به باور او — اساسی در نقد و بررسی ادبیات این منطقه، از جمله آثار روبرتو گونسالس اچه‌وریا می‌داند که کوثری او را از بزرگترین صاحب‌نظران در ادبیات آمریکای لاتین می‌داند و به داوری‌اش توجه دارد که منجر به شناخت بهترین نویسندگان این جریان از نظر او شده و تهیهٔ کم و بیش تمام آثار این افراد و تصمیم‌گیری در لزوم ترجمهٔ چه کتابی از چه نویسنده‌ای به انتخاب خودش، از روی شناخت و نه تصادف. او دلیل تمرکز خود بر ادبیات آمریکای لاتین را نه بی‌میلی به ترجمهٔ کلاسیک‌های ادبیات روسی یا انگلیس، بلکه پویایی کنونی ادبیات آمریکای لاتین می‌داند چراکه به باور او نویسندگان آمریکای لاتین جدا از رئالیسم جادویی، قالب و زبان و شیوهٔ بیان جدیدی برای رمان و تجربه جدیدی در تعریف انسان آفریده‌اند. از سویی معتقد است هر نسلی به دنبال نویسندگان هم‌زمانش در جهان است ولی به نظر او ادبیات اروپا پس از دهه‌های ۱۹۷۰ و ۱۹۸۰ پویا نیست و دیگر نویسندگان بزرگی نظیر آندره مالرو، ژان‌پل سارتر، آلبر کامو و آندره ژید ندارد و ایالات متحدهٔ آمریکای این دهه‌ها دیگر نه ارنست همینگ‌وی دارد، نه ویلیام فاکنر، نه جان اشتاین‌بک. او از جهان ادبیات روز ترجمه‌شده از اروپا و آمریکا لذتی نمی‌برد و متعجب است چه‌طور کسی که همینگ‌وی و فاکنر خوانده می‌تواند پل استر را دوست بدارد و معتفد است حتی اگر خوب بنویسد هم، جهانش جهان او نیست. چندتایی‌شان را خواندن ولی دید برایش کشش خاصی ندارد و چون معتقد است در ترجمهٔ ادبی تا مترجم شیفتهٔ کارش نباشد و ضرورتش را حس نکرده باشد پیش نمی‌رود و دلیلی ندارد کار کس دیگری را بگیرد و برایش زحمت بکشد. به باور او در این دوران، ادبیات آمریکای لاتین است که یک‌باره از سرزمینی استبدادزده و فقیر برمی‌خیزد و جهان را خیره می‌کند. کوثری امیدوار است از روی آثار این خطه شتاب‌زده نگذرد و بتواند مجموعهٔ کامل‌تری از ادبیات آمریکای لاتین به دست دهد. با این حال معتقد است در ادبیات کسی نمی‌تواند خود را به حیطهٔ خاصی محدود کند و همان زمان که به ترجمهٔ ادبیات آمریکای لاتین شهره بود بعید نمی‌دانست در آینده تراژدی‌های یونان را نیز ترجمه کند چراکه آثاری‌اند ماندگار و نیز از علایقش.
ترجمهٔ تراژدی‌های یونان از نوجوانی و دههٔ ۱۳۴۰ که ترجمه‌های قبلی‌شان، مخصوصاً ترجمه‌های شاهرخ مسکوب را خوانده بود در ذهنش بود و از آرزوهایش. کوثری ترجمهٔ مسکوب از برخی نمایش‌نامه‌های سوفوکلس را گشایندهٔ جهانی تازه و غریب و مقدمه‌اش بر آن را تحلیلگر تراژدی مقابل خود می‌داند. در دههٔ ۱۳۵۰ که زبان انگلیسی‌اش خوب شده بود اغلب تراژدی‌های یونانی را به انگلیسی خواند. او معتقد است سَر وقت سراغ ترجمه‌شان رفته‌است. مخصوصاً که به دنبال پیامدهای انتخابات ریاست‌جمهوری دهم ایران، با افزایش فشار و سانسور نشر و مجوزنگرفتن ترجمه‌هایش از رمان‌ها، تا ۱۳۹۲ رو به ترجمهٔ ماهانهٔ مقالات برای مجلاتی نظیر بخارا و نگاه نو آورد و ترجمهٔ تراژدی‌های یونانی و استقبال مخاطبان از ترجمه‌اش از نمایش‌نامه‌های آیسخولوس (۱۳۹۰) او را به ادامهٔ این کار مشتاق کرد.
از دیگر ترجمه‌های او همکاری با پروژهٔ نقد و بررسی نویسندگان و بنیان‌گذاران فرهنگ در قالب مجموعهٔ نسل قلم بود. کوثری که در قالب این پروژه جلد مربوط به ویلیام شکسپیر (جرمین گریر، ۱۳۷۶) را ترجمه کرده بود، دو دهه بعد به دلیل نیاز درونی شروع به خواندن شکسپیر به زبان انگلیسی و سپس ترجمهٔ ریچارد سوم (ویلیام شکسپیر، ۱۳۹۶) کرد چراکه با وجود اذعان به وجود دو ترجمهٔ — از نظر او — نسبتاً قابل‌قبول از رضا براهنی (۱۳۴۳) و میر شمس‌الدین ادیب‌سلطانی (۱۳۷۹) معتقد بود این نمایش‌نامه از آثار سنکایی شکسپیر است که در آن‌ها زبان نقش بزرگی دارد و او شیفتهٔ زبانِ تک‌گویی‌هایش شده و معتقد بود قادر به بازسازی آنچه او شکوه و زیبایی بی‌بدیل این زبان می‌داند، به زبانی‌ست که تا آن‌وقت به کار نرفته چراکه به باور او خواندن ترجمهٔ ادیب‌سلطانی بسیار دشوار است و اصولاً نمی‌توان آن را درست خواند، چه رسد به لذت‌بردن از زبان، از سویی زبان ترجمهٔ براهنی را نیز مناسب شکسپیر نمی‌داند.

### داوری
کوثری در دههٔ ۱۳۷۰ در سه دوره داور کتاب سال ایران بوده و جز آن، داور دوره‌های دوم (۱۳۸۱)، سوم (۱۳۸۲)، پنجم (۱۳۸۴) و دهم (۱۳۸۹) جایزهٔ هوشنگ گلشیری، دوره‌های اول (۱۳۹۵)، دوم (۱۳۹۶)، سوم (۱۳۹۷)، چهارم (۱۳۹۹) و پنجم (۱۴۰۰) جایزهٔ ابوالحسن نجفی، دورهٔ چهارم (۱۳۹۷) جایزهٔ شعر احمد شاملو، دورهٔ اول (۱۳۸۳) جایزهٔ جهانی هنر و نیایش و جشنواره‌های ادبی منطقه‌ای دومین دورهٔ جایزهٔ ادبی اصفهان (اصفهان، ۱۳۸۳)، جایزهٔ سمر ویژهٔ داستان کوتاه (مشهد، ۱۳۸۳) و دومین جشنوارهٔ ملی داستان‌های ایرانی (مشهد، ۱۳۸۷). هرچند داوری جایزهٔ ابوالحسن نجفی بی‌حق‌الزحمه و بی‌چشم‌داشت مالی داوران است.

## دیدگاه‌ها

### ترجمه
عبدالله کوثری از مترجمان مطرح معاصر ایران است که نامش بدل به برند شده و مخاطب به اعتبار او و بی‌توجه به نام نویسنده آثارش را می‌خرد. ترجمه‌های او تاکنون برندهٔ کتاب سال ایران ۱۸ (۱۳۷۹)، ۲۲ (۱۳۸۳) و ۲۵ (۱۳۸۶) و شایستهٔ تقدیر ۳۵ (۱۳۹۶) و جایزهٔ ادبیات نمایشی ۷ (۱۳۹۲) در بخش نمایش‌نامه‌های ترجمه شده‌اند. او در پنجمین دورهٔ جایزهٔ مهتاب میرزایی (۱۳۹۰) برای ترجمهٔ مصاحبه با ماریو بارگاس یوسا مترجم برگزیدهٔ ۱۳۸۹ از نگاه مخاطبان فصل‌نامهٔ نگاه نو شد و در نظرسنجی «مترجم محبوب من» جشن ملی مترجمان در ۱۸ آبان ۱۳۹۷ در بخش مترجمان بالای ۵۰ سال، محبوب‌ترین مترجم از نظر مخاطبان. مترجمان و نویسندگانی نظیر منوچهر بدیعی، احمد پوری، مهدی غبرایی، اسدالله امرایی، احد علیقلیان، علی میرزایی، حسین معصومی همدانی، مصطفی ملکیان و علی‌اصغر محمدخانی ترجمه‌هایش را ستوده‌اند و علی خزاعی‌فر، سردبیر فصلنامهٔ مترجم، به دلیل وفاداری زیادش به متن اصلی و توأمان استفاده از ترکیبات و تعبیرات آشنا و فارسی، ترجمه‌هایش را از نمونه‌های خوب ترجمهٔ مدرن فارسی و از اکثر مترجمان ادبی معاصر برتر می‌داند.
به باور کوثری اثری که ترجمه می‌شود تعیین‌کنندهٔ شیوهٔ ترجمه است. از نظر او در فلسفه هر واژه اهمیتی بنیادین دارد و در نتیجه ترجمهٔ آثار فلسفی نیازمند دقت بیشتری‌ست، در حالی که در ادبیات با وجود اهمیت ساختار زبانی نویسنده، دست مترجم بازتر است و می‌تواند رها از قید واژگان در ترجمه دخالت‌های زیادی داشته باشد. او با این باور که مترجم باید سبک اثر را برگرداند را نادرست می‌داند چون به باور او سبک فقط در یک زبان معنی می‌دهد و با ترجمه به زبانی دیگر بی‌معنی می‌شود. به باور او این مترجم است که سبک را بازمی‌آفریند و تلاش می‌کند و امیدوار است که این سبک بازآفریده معادل همان سبک اصلی باشد. او در ترجمه نه معنای دقیق واژگان، بلکه طبف معنایی و حسی که از متن می‌گیرد را می‌نویسد، چون به باور او زبان ادبیات زبان حس است و چگونه‌گفتن مهم‌تر از چه‌گفتن. در نتیجه او تفاوت در ترجمه‌ها از یک متن را بر اساس تفاوت طیف معنایی، حسِ دریافتی و منش مترجم طبیعی می‌داند.
کوثری برخلاف ترجمهٔ زبان‌های اروپایی به هم که به باور او زمینهٔ اروپایی و عمدهٔ واژگانشان مشترکند، ترجمه به فارسی را نه صرفاً ترجمهٔ واژه‌ها، بلکه توأمان ترجمهٔ حالت، ضرب‌المثل، فرهنگ، آداب و رسومی می‌داند عمدتاً فاقد معادل فارسی و در نتیجه آن را ترجمهٔ فرهنگی به فرهنگ دیگر و شناساندن فرهنگ مغایر به اهل فرهنگ زبان فارسی و به همین دلیل کاری سخت. به باور او ترجمهٔ چیزهای سازگار با فرهنگ فارسی ضرورتی ندارد؛ ترجمهٔ تجربهٔ نادانسته‌هاست که ضروری‌ست. با این حال، از آن‌جا که به باور او ادبیات به‌طور کلی از انسان می‌گوید، هیچ ادبیاتی برای هیچ فرهنگی به‌طور مطلق غریبه و ناسازگار نیست.
کوثری با مخالفت با باور برخی که زبان فارسی را در حوزهٔ ترجمه فقیر می‌دانند، ترجمه به فارسی را مسئله‌ای دیرینه می‌داند و بسیاری از — به باور او — بهترین متون فارسی، از قرآن تا تاریخ بلعمی و کلیله و دمنه را ترجمه. به باور او ترجمه بر توان زبان فارسی افزوده و آن را غنی‌تر و متنوع‌تر کرده چراکه علاوه‌بر واردکردن مفاهیم جدید به تعاملات اجتماعی جامعهٔ ایران، مترجمان خلاق علاوه‌بر استفاده از ادبیات کلاسیک فارسی، برابرهایی متنوع ساخته و در حد توانشان روش‌های واژه‌سازی نوینی در پیش گرفته‌اند. به باور کوثری جز نویسندگان بزرگی مثل محمدعلی جمالزاده که به مخاطب فارسی‌نویسی می‌آموزد و هوشنگ گلشیری و محمود دولت‌آبادی که زبان، بخشی از نثر امروز فارسی ساختهٔ مترجمان خوب است چراکه با ترجمهٔ انبوهی آثار در زمینه‌های مختلف فلسفه، علوم اجتماعی و داستان بخش بزرگی از زبان ما را ساخته‌اند و به باور او حتی زبان روایت فارسی از ترجمه شکل گرفته‌است. او زبان فارسی درست معاصر را نوشته‌های بهرام بیضایی، احمد شاملو، جلال آل‌احمد، شاهرخ مسکوب، ابوالحسن نجفی و داریوش آشوری می‌داند، نه آنچه در روزنامه، تلویزیون و برخی تألیفات و ترجمه‌های — به باور او — سطحی و ضعیف می‌بینیم. کوثری مترجم را نویسنده می‌داند و نیازمند دانشی معادل دانش نویسنده‌ای به زبان فارسی، چراکه نویسندهٔ اثری که ترجمه می‌کند استاد زبان خود است. بر این اساس او مترجمان را سزاوار عضویت در تشکل صنفی نویسندگان می‌داند و تنها تشکل صنفی معتبر نویسندگان را کانون نویسندگان ایران.
به باور کوثری هر نویسنده‌ای به زبان خاص خود می‌رسد و مترجم ناچار به یافتن گوشه‌های ناپیدای زبان مادری خود است و در برخی آثار عمیق ناچار به کاوش در هزار سال زبان فارسی به دنبال معادلی مناسب. در نتیجه توجه به لایه‌های مختلف زبان فارسی و میراثش برای مترجمان ضروری‌ست.
کوثری با انتقاد از حداقلی‌کردن و کاستن زبان در برخی ترجمه‌ها به اسم امروزی‌بودن که از نظر او باعث مهجوریت واژه‌های کارآمد و زیبای فارسی و فقدان تنوع، نوآوری و واژه‌های جدید شده، مخالف این نظر است که در ادبیات نباید چندان از زبان امروز دور شد. به باور او زبانِ امروز وحی منزل نیست و لایهٔ مشخصی نیز ندارد چراکه هم صادق هدایت به زبان روز است، هم جلال آل‌احمد، هم احمد شاملو، هم فروغ فرخزاد، هم مهدی اخوان ثالث، هم تقی مدرسی در یَکُلیا و تنهایی او (۱۳۳۴) که یعنی اهل این زمانه در درک لایه‌های دیگر این زبان ناتوان نیستند. در نتیجه نمی‌توان همه‌چیز و آثار و حتی گفت‌وگوهای همهٔ برهه‌های زمانی، از تراژدی‌های یونان باستان تا ویلیام شکسپیر و گفت‌وگو در کاتدرال را با یک لایهٔ زبان روز ترجمه کرد. او معتقد است برای ترجمهٔ این آثار باید از گنجینهٔ ادبیات کلاسیک فارسی استفاده کرد ولی این زبان الگوی واحدی ندارد که بگوییم ابوالفضل بیهقی است یا عطار نیشابوری یا فردوسی یا دیگران؛ بلکه بسته به متن در ذهن مترجم ساخته می‌شود. در نتیجه، زبان تراژدی‌های یونان باستان نیز باید با ریچارد سوم متفاوت باشد، گرچه هردو طنینی غیرامروزی دارند. به باور او، با وجود اهمیت میراث ادبیات فارسی، این ذوقِ مترجم است که تشخیص می‌دهد برای یافتن جایگزین درست از کدام امکانات زبان بهره بگیرد.
به باور کوثری زبان محاوره صرفاً شکستن کلمات نیست، بلکه زبان اصطلاحات است؛ اصطلاحاتی که با توجه به شخصیت هر فرد متفاوت است. او اشکال عمده در برخی ترجمه‌ها را آشنایی مترجم تنها روی یک نوع زبان فارسی و ترجمهٔ تمام مکالمات به همان زبان می‌داند و معتقد است مترجم باید تفاوت زبان‌های گوناگون مناسب هر شخصیت را بداند و با دقت در زبان‌ها، اصطلاحات و واژه‌ها ترجمه کند.
کوثری با رد تعارض ذاتی میان زیبایی ترجمه یا وفاداری به متن اصلی، با اشاره به ترجمه‌هایی که از نظر او هم زیبایند، هم پرمعنا، با تشکیک در معنای وفاداری در ترجمه، ترجمهٔ واژه‌به‌واژه را بدترین نوع ترجمه می‌داند و ترجمهٔ وفادار را بازسازندهٔ منظور متن در زبان مقصد، بدون دخالت در جهان نویسنده. به نظر او تأثیر مترجم نه در مفهوم اثر، بلکه باید در متن و ارائه و بیان آن مفهوم باشد. به باور او با ترجمه درون‌مایه منتقل می‌شود، اما قالب نه؛ چراکه ترجمه عین متن اصلی نیست؛ عین متن اصلی، متن اصلی‌ست و خواهان خواندن عین متن باید آن را به زبان اصلی بخواند. با این حال او ترجمه را نه صرفاً انتقال مضمون و معنا، بلکه عرصهٔ آفرینش هنری و ادبی می‌داند و تشتّت میان مترجمان و منتقدان ترجمه را به دلیل ماهیت ترجمه و زبان و ترجمه را هنر و در نتیجه اثری خلاقه و چون خلاقیت وابسته به فردیت است، آفریده شبیه آفریدگارش خواهد بود. در نتیجه در ترجمهٔ متنی واحد توسط دو مترجم قابل و صالح، تفاوت‌ها فراوان است و ممکن است یکی پسندیدهٔ دیدگاه آکادمیک باشد و دیگری پسندیدهٔ دیدگاه ذوقی. او ترجمه‌آموزی خود و هم‌نسلانش را از طریق خواندن کتاب می‌داند و ذوقی، بی‌دانستن مفاهیم و تعاریف و نظریات ترجمه. در نتیجه با وجود تفاوت نگاه به ترجمه میان کوثری با خشایار دیهیمی یا رضا رضایی که تقریباً هم‌نسلند، در تمایز ترجمهٔ خوب از بد دلایلی مشابه خواهند داشت و بیشتر ذوقی تا بر اساس نظریه‌ای خاص.
کوثری با تأکید بر ضرورت ویرایش، آن را تلاشی برای اعتلا و تکمیل کار مترجم می‌داند و معتقد است اگر مترجم کار خود را خوب انجام دهد، ویراستار آگاه می‌تواند مکملش باشد. او رفع اشتباهات مترجم را ساده‌ترین سطح ویراستاری می‌داند و ویراستار کاردیده را رافع بسیاری از خلأهای ترجمه چراکه به باور او بعضی ترجمه‌ها فاقد آگاهی مورد نیاز مخاطبند و ویراستار یابنده و افزایندهٔ این آگاهی‌ها. با این حال، او با ویرایش اساسی ترجمه توسط ناشر مخالف است و معتقد است ناشری که ویراستاری خوب دارد باید ترجمهٔ با ویرایش اساسی را به نام ویراستارش منتشر کند. او انتشار به نام چنین مترجمی را خطایی بزرگ می‌داند چراکه شخصی را مترجم جا می‌زند که مترجم نیست در حالی که متن بدل به اثر ویراستار شده. در نتیجه‌اش مترجم دچار توهم می‌شود و تصور می‌کند مترجم است. به باور او چنین مترجمانی که به آستانهٔ ترجمهٔ ادبی نرسیده‌اند نمی‌توانند داور خوبی بر آثار خود باشند.
کوثری اعتقادی به ترجمهٔ آخرین و تازه‌ترین آثار ندارد و این باور که هرچه آخر آمده بهتر است را اشتباه و از مشکلات ادبیات در ایران می‌داند و ترجمهٔ آثاری، وَلو دمده، را به دلیل پایه‌بودنشان لازم می‌داند و امیدوار است بی‌شتاب‌زدگی مجموعهٔ کامل‌تری از ادبیات آمریکای لاتین ارائه بدهد. او معتقد است مترجمان بزرگی مثل محمد قاضی که آثار چندین فرهنگ مختلف را ترجمه کرده‌اند، اگر فقط آثار فرانسوی را ترجمه می‌کردند، هم‌اکنون ۷۰ کتاب ترجمه‌شدهٔ ادبیات فرانسه داشتیم. کوثری اما این نوع پراکنده‌کاری را نمی‌پسندد و پرش به حوزه‌های مختلف را برای مترجم متنوع ولی فاقد فرصت شناخت عمیق می‌داند و قصد کرده فقط در حوزهٔ آمریکای لاتین ترجمه کند. توصیهٔ شاهرخ مسکوب به او هم پرهیز از پراکنده‌کاری بود. کوثری با وجودی که هرگز با مسکوب دیدار نکرده ولی شیفته‌اش بود و مسکوب همکار خواهرش در سازمان برنامه و بودجه. این بود که با انتشار ترجمه‌اش از اورستیا (آیسخولوس، ۱۳۷۶)، آن را برای مسکوب در پاریس فرستاد و او در پاسخش نوشت حالا که زبان تراژدی‌ها را یافته‌ای، مثل ما نیمه‌کاره رهایشان نکن؛ تمامشان را ترجمه کن. کوثری اما با وجود عشق به تراژدی یونانی و آرزوی همیشگی ترجمهٔ مجموعه‌ای از آن‌ها، به این دلیل ناشران بر اساس نیاز بازار کتاب چاپ می‌کنند و خودش با ترجمه زندگی می‌کند و برخلاف داستان، نمایش‌نامه خوب فروش نمی‌رود، به ناچار پس از این اثر، ترجمهٔ تراژدی‌ها را دنبال نکرد تا ۱۳۹۰ که با مجوزندادن به ترجمه‌هایش از رمان‌ها، با افزودن نمایش‌نامه‌های دیگر به اورستیا، مجموعه‌نمایش‌نامه‌های آیسخولوس را منتشر کرد و با استقبال مخاطبان از آن، به ادامهٔ این کار مشتاق شد.
کوثری که ترجمهٔ متون کهن به زبان کاملاً امروزی را فاقد شکوه، اصالت و تأثیر اثر اصلی و نتیجه‌اش را مضحک و باورنکردنی می‌داند، در ترجمهٔ این آثار با استفاده از واژگان و شیوهٔ بیان گذشته زبانی نزدیک به گفتار و نوشتار قدیم اما در حد قابل فهم برای خوانندهٔ امروزی می‌آفریند. او بیشتر دغدغهٔ زبان مناسب دارد و به اجرای ترجمه‌هایش نمی‌اندیشد. منتقدان اما سبک ترجمه‌های او از آثار نمایشی را پیرو یکی از دو سنت ادبی مخرب بنیادنهادهٔ میرزا حبیب اصفهانی می‌دانند: ترجمهٔ صرفاً ادیبانه و روایی متن نمایشی و در واقع تقلیلش به متنی خواندنی با استفاده از واژگان و عبارات متکلفانه و تأکید بر مضامین ادبی و توسل به ترفندهای سلیقه‌ای، ولی بدل‌شدن به اثری خنثی، ابتر و غیراجرایی.
کوثری که بیشتر از ادبیات آمریکای لاتین و از زبان واسط انگلیسی به فارسی ترجمه می‌کند و خود را نماد ترجمهٔ ادبیات از زبان واسط می‌داند، در واکنش به انتقاد به ازدست‌رفتن بخشی از تأثیر اصل اثر با ترجمه‌اش از زبان واسط برای ترجمهٔ آثار به زبان اسپانیایی آمریکای لاتین و پرتغالی برزیلی، ترجمه از زبان اصلی را بهتر می‌داند و می‌گوید به همین دلیل شعر ترجمه نمی‌کند چراکه اعتقادی به ترجمهٔ شعر از زبان دوم ندارد و چون خود اهل شعر است می‌داند ترجمهٔ شعر فرق می‌کند و در مرز بازآفرینی و بازسرایی است و گاه در ترجمه کاملاً عوض می‌شود و مدعی‌ست چون در ایران امکان آموزش زبان اسپانیایی نبود و کشورهای اسپانیایی‌زبان چنان گرفتار مشکلاتشان‌اند که در این زمینه اقدامی نمی‌کنند، امکان آموختنش را نداشته و چون این ادبیاتی‌ست که دوست دارد و چیزی‌ست که به دل خودش می‌نشیند و پیش از هر چیز برای دل خودش ترجمه می‌کند، خود را ناگزیر از ترجمه از زبان واسط می‌داند و تنها امیدوار است چون ترجمه‌هایش به نثرند افتشان در ترجمه از زبان واسط کم‌تر باشد. ولی مدعی‌ست اغلب ترجمه‌های انگلیسی آثاری که ترجمه کرده مورد تأیید نویسندگانشان بوده و معتقد است اگر قرار بود منتظر مترجمی مسلط به زبان اصلی آثار ادبیات جهان بمانیم تاکنون بسیاری از آثار مهم ادبیات جهان را نخوانده بودیم و به طعنه از این که «مترجمانی که آن زبان‌ها را بلدند، فرصت نکرده‌اند [این آثار] را ترجمه کنند و نشان بدهند مترجم قبلی تا چه حد و در کجا و چرا به اثر لطمه زده‌است»، متأسف است. با این حال، او «گزیدهٔ شعرهای جورج سفریس» (گیورگوس سفریس، ۱۳۸۹) را نیز ترجمه کرده و ترجمه‌اش از زبان واسط بوده و با این که آن را اولین گزیده از اشعار این شاعر به فارسی دانسته، چنین نیز نیست.
کوثری معتقد است دانشگاه به جای ترجمه «دربارهٔ ترجمه» آموزش می‌دهد چراکه ترجمه را زیرمجموعهٔ زبان می‌دانند و استادان این رشته در دانشگاه استاد زبان‌اند، نه مترجم. در حالی که به باور او ترجمه، مخصوصاً ترجمهٔ ادبی بیشتر کاری ذوقی‌ست و چندان قواعد علمی نمی‌پذیرد و از سویی ترجمه به فارسی در واقع آفرینش‌گری در زبان فارسی‌ست و در نتیجه زیرشاخهٔ زبان و ادبیات فارسی. او دانستن زبان را تنها یکی از شروط، ولی مهم‌ترین اصل را آشنایی با زبان فارسی می‌داند. به باور او در نتیجهٔ رویکرد کنونی به آموزش ترجمه، دانشجویان تئوری‌ها و نکاتی دربارهٔ ترجمه می‌آموزند اما عملِ ترجمه را نه. او با وجود اذعان به رابطهٔ اساسی ترجمه با زبان، اما نفس عمل ترجمه را ادبی می‌داند؛ یعنی مترجم باید به زبان فارسی بنگرد چون نهایتاً آفریده‌اش به فارسی‌ست. او کار عملی، شکل‌گیری علایق، ذوق، علاقه و دانش ادبی را لازمهٔ تربیت مترجم می‌داند و معتقد است خروجی دانشگاه در شرایط کنونی شاید ترجمه‌شناس و متخصص ترجمه باشد اما لزوماً مترجم نیست.
کوثری مخالف این باور است که چون نویسنده حرف خود را بهتر از دیگران می‌فهمد، بهتر از دیگران می‌تواند اثر خود را ترجمه کند؛ چراکه به باور او اندک‌اند نویسندگانی که زبان دوم را چنان بدانند که بتوانند به آن زبان بنویسند و بسیار کمترند نویسندگانی که آثار خود را ترجمه کرده‌اند؛ چراکه به باور او ترجمه خلاقیت است و هنر یا استعدادی خاص، متفاوت با خلاقیت بلاواسطهٔ نویسنده. به باور او خلاقیت در زبان دوم کمتر می‌شود و
در نتیجه، نویسندهٔ خوب الزاماً مترجم خوبی نیست؛ چه اثر خودش باشد، چه دیگران.
کوثری معتقد است مترجم اهل مطالعه است و پیش از ترجمهٔ هر کتاب چند نقد معتبر درباره‌اش می‌خواند، نه کسی که کتاب فرستادهٔ پسرخاله‌اش از آمریکا را بی‌تحقیق ترجمه می‌کند. او خود برای ترجمهٔ هر کتاب دست‌کم سه کتاب می‌خواند و به عنوان مثال، برای دست‌یابی به زبان مناسب ترجمهٔ اورستیا (آیسخولوس، ۱۳۷۶) بخش یونان باستان تاریخ تمدن ویل دورانت را دوره کرد و چند ترجمهٔ انگلیسی را بررسید تا در نهایت ترجمهٔ منظوم گیلبرت موری (۱۹۲۸) راهگشایش بود. به باور کوثری مترجم ادبیات ابتدا باید کتاب را بخواند و اگر بر او اثر گذاشت و برانگیخته شد و احساس ضرورت کرد ترجمه‌اش کند زیرا فاصلهٔ حسی مانع دل‌دادن مترجم به متن می‌شود. به باور او این حس نه برای خواندن دیگران بلکه به دلیل برگرداندن اثر باید باشد تا مخاطب هم از آن لذت ببرد. او ترجمهٔ ادبی را نوعی بازآفرینی و کاری خلاقانه می‌داند و نیازمند عشق. با این حال بازار آن کتاب در سایر کشورها و واکنش خواننده به کتاب‌های پیشین نویسنده را نیز مهم می‌داند. با این حال معتقد است هر کتاب خوبی در فرهنگ ایرانی جا پیدا نمی‌کند. آثاری هستند که در زادگاهشان کلاسیک‌اند اما آمیختگی‌شان با ویژگی‌های فرهنگ و اقلیم و تاریخ و آداب و رسوم بومی ترجمه‌شان را نیازمند انبوهی پانوشت می‌کند که به باور او چنین‌خواندنی برای خوانندهٔ فارسی‌زبان لذت‌بخش نیست و به همین دلیل معتقد است نمی‌شود چنین کتابی را ترجمه کرد. به باور او کتاب باید بی‌زحمت زیاد با مخاطب ارتباط برقرار کند. معیار دیگر کوثری در انتخاب اثر برای ترجمه حداقل آسیبش از سانسور است. بر همین اساس او بر خواندن کامل اثر پیش از ترجمه توسط مترجم برای تصمیم‌گیری در امکان چاپش در ایران تأکید می‌کند. با این وجود اما انتشار ترجمه‌های کوثری نیز خالی از دردسر نیست، به‌طوری که ترجمهٔ رمان «باغ همسایه» (خوسه دونوسو، پاییز ۱۳۹۴) را که در ۱۳۸۵/۶/۱۹ شروع کرده و در ۱۳۸۶/۶/۱۷ به پایان برده بود، ناشر در ۱۳۸۸ برایش درخواست مجوز داد تا در نهایت در ۱۳۹۴/۶/۳۰ چاپ شد.
کوثری مخالف معادل‌سازی فرهنگستان زبان و ادب فارسی برای واژگان بیگانه است و معادل‌ساز این واژگان را در اولین مرحله مترجم می‌داند و معتقد است مترجم پیشنهاددهندهٔ این واژگان است و سپس فرهنگستان زبان و ادب فارسی می‌تواند این واژگان را غربال کند. با این حال او با تردید در صلاحیت فرهنگستان، معتقد است صلاحیت برخی از مترجمان به فارسی که به خاطر سلایقشان در فرهنگستان راه ندارند، بسیار بیشتر از بسیاری از اعضای کنونی آن‌جاست.
کوثری با انتقاد از تقلیل‌یافتن نقد ترجمه در ایران به یافتن اشتباه مترجم در ترجمهٔ یک واژه، با وجودی که آن را لازم می‌داند، اما معتقد است منتقد باید بیاموزد کلیت کار را بسنجد زیرا مترجم هم انسانی خطاپذیر است و ممکن است واژه‌ای را بد ببیند و اشتباه کند. به نظر او هرچند این خطا نیز عیب است، اما مهم توانایی مترجم در پاسخ‌گویی کلیت اثر متن اصلی و انتقال تأثیرش را به خوانندهٔ فارسی‌زبان است.
کوثری بازترجمهٔ آثار کلاسیک توسط هر نسل به زبان زمانه را اتفاقی معمول در تمام دنیا می‌داند چراکه ممکن است ترجمه‌ای قدیمی در عین روانی و شفافی نتوانسته باشد سبک اثر را منتقل کند ولی معتقد است این کار باید توسط مترجمان باسابقه و طراز اول انجام شود و مترجمان جدید باید علت ضرورت بازترجمه‌شان را توضیح دهند چراکه به باور او هر ترجمه یک پیشنهاد است چون در عرصهٔ ترجمه قطعیت نداریم. او با انتقاد از بازترجمه‌هایی که اصلاً جدید نیستند، بلکه بازنویسی ترجمه‌های گذشته، حتی بدون تغییر در زبان ترجمه‌اند با فارسی‌ای ضعیف‌تر که به باور او باعث کاهش فروش ترجمه‌های اصیل و پرشدن بازار از تولیدات تقلبی شده، اما معتقد است کسی حق ندارد به دیگری بگوید چه چیزی را ترجمه کند یا نکند و آن را بسته به انصاف و وجدان هنری و علمی فرد می‌داند که از خود بپرسد حق بازترجمهٔ اثری را دارد؟
کوثری ترجمهٔ هم‌زمان را دارای مزایا و آسیب‌هایی می‌داند؛ به باور او از سویی مخاطب را در مواجهه با چند ترجمهٔ مختلف از یک اثر به آزمایش و گزینش و — به باور او — انتخاب ترجمهٔ مترجم ماهرتر وامی‌دارد، از سویی به این دلیل که خرید ترجمهٔ مترجم مشهورتر ترجمه‌های دیگر را بی‌مخاطب می‌گذارد و عملاً ناشر برگشت مالی نخواهد داشت، سرمایهٔ نشر را به هدر می‌دهد که به باور او هیچ مترجمی از آن خوشحال نمی‌شود.
کوثری با تأیید آشفتگی وضعیت ترجمه به زبان فارسی، دیدگاه متناقضی در چگونگی مقابله با آن دارد. او که پیوستن به کپی‌رایت را با وجود جلوگیری از ترجمهٔ همزمان مفید، ولی به این دلیل که دارندهٔ کپی‌رایت لزوماً مترجم ماهری نیست، بی‌فایده می‌داند، مشکل مترجمان را نه در ناآشنایی با زبان مبدأ، بلکه در نافرهیختگی می‌داند و تنها راه مقابله با آن را ناشر و ویراستار، از سویی معتقد است این مشکل باید در خود جمع نویسندگان، مترجمان و خوانندگان و با ایجاد فیلتری قوی توسط اتحادیهٔ ناشران و مؤلفان برای جلوگیری از انتشار شتاب‌زدهٔ کتاب‌های بی‌کیفیت و رعایت اخلاق صنفی و حرفه‌ای حل شود، از سوی دیگر مخالف ایجاد هرگونه نظام مرجع دولتی یا غیردولتی برای ترجمه است چراکه معتقد است بر دیوان‌سالاری و هزینه می‌افزاید و تصمیم‌گیرندگانش بر اساس سلایق شخصی‌شان تصمیم می‌گیرند و به نام دلسوزی و مقابله با ابتذال مانع از انتشار بسیاری از کتاب‌ها می‌شوند. او با اعتقاد به مکانیزم عرضه و تقاضا، معتقد است مترجم باید در انتخاب آزاد باشد و با ارائهٔ ترجمه به بازار و خوانندگان با نوشتن نقد یا انعکاس مشکل به ناشر واکنش نشان دهند، چراکه کتاب بد را بی‌خواننده می‌داند و این را مهمترین صدمه به ناشر، مترجم یا نویسنده‌اش. با این حال، سال‌ها بعد، با شدت‌گرفتن وفور ترجمه‌های بد و کتاب‌سازی در دههٔ ۱۳۸۰ و کاهش فروش ترجمه‌های اصیل و اشباع بازار از ترجمه‌های بد در دههٔ ۱۳۹۰ به این باور رسید که وضعیت عرضه و تقاضا در بازار کتاب ایران نامطلوب است و متقاضی کم و بسیاری از ناشران نیز نه سواد دارند، نه انصاف، نه دغدغهٔ فرهنگی به‌طوری که کتاب بدل به کالا شده و ترجمه بدل به راه اشتغال فارغ‌التحصیلان بی‌کار دانشگاه.

### شعر
کوثری رویکرد خود و بسیاری از هم‌نسلانش به شعر به عنوان کار سیاسی و تصور وظیفه برای جنگیدن به این وسیله با نظام حاکم را اشتباه می‌داند زیرا به باور متأخرش شعر باید از درون انسان و انسانیت بجوشد. او شعر جوانی‌اش را نه ایدئولوژیک بلکه اجتماعی، بی‌تلاش برای رسیدن به شعر سیاسی خالص می‌داند و معتقد است شاعرِ آن دوران نمی‌توانست اجتماعی نباشد. با این حال، با انتقاد از نویسندگانی در دههٔ ۱۳۴۰ که با خواندن و نوشتن چند کتاب دربارهٔ همه‌چیز نظر می‌دادند و ادعای رهبری، پیشگویی جامعه و تاریخ‌دانی داشتند که به باور او بعدها معلوم شد اشتباه می‌کردند، آن را نشانهٔ فقر جامعه می‌داند که باعث شد کسانی که — به باور او — دانش و اطلاعات کافی نداشتند و اطلاعات‌شان متوسط بود، دربارهٔ همه‌چیز نظر بدهند که به باور او اغلب تأثیر مخرب داشت و از اشتباهات جامعه بود. او تنها نشانهٔ تأثیر کتاب بر جامعه را فروش و نقدهای نوشته بر آن می‌داند و از این که دیگر کمتر نویسنده‌ای دربارهٔ همه‌چیز نظر می‌دهد و به باورش نویسندگان فهمیده‌اند کارشان فرهنگی‌ست و فقط می‌نویسند و کسی هم از نویسنده انتظار تأثیرگذاری ندارد، ابراز رضایت می‌کند. با این حال، معتقد است یک پایهٔ شعر ایران شعر اجتماعی و سیاسی بود که با آرام‌شدن شرایط سیاسی کم‌رنگ شد و از شعر گرفته شد و از شعر تنها کمی عاطفه باقی ماند.
کوثری دهه‌های ۱۳۳۰ تا ۱۳۵۰ را دوران سلطه و سروری شعر در عرصهٔ ادبیات ایران می‌داند، به‌طوری که اهمیتی به شاعران می‌دادند به مترجمان نمی‌دادند. به باور او اما اکنون برعکس شده و شعر دیگر جایگاه نخست را در فضای فرهنگی ایران ندارد و در عوض مترجم مورد توجه قرار گرفته و آثار بسیاری به فارسی ترجمه می‌شوند؛ تغییری که به باور او تحولی بزرگ است و توجیهش سخت. به باور او شاید یکی از دلایلش پی‌بردن به ضعف‌های خود باشد و اشراف بر چیزهایی که نمی‌دانیم که برای دانستنشان راهی جز ترجمه نیست.
به باور کوثری میان شاعران نسل او و شاعران نسل امروز تفاوت بزرگی وجود دارد و گاه تلقی از شعر عوض شده. او علت این امر را گسستگی پیوندها و ناکامی نسل خود در انتقال تجربه‌های اصیلش به نسل جدید می‌داند و نگاه متفاوت هم‌نسلانی‌اش به شعر که با نسل جدید پیوند برقرار کرده‌اند. او معتقد است جامعهٔ ادبی ایران از دههٔ ۱۳۶۰ به بعد با هدایت برخی از هم‌نسلان یا از نسلِ پیش از خودش، مثل رضا براهنی و محمدرضا باطنی رو به نوعی سهل‌انگاری و آسان‌گیری آورده. او با وجودی که براهنی و باطنی را باسواد می‌داند و نقدهای براهنی را هم خوانده ولی او را نه شاعر خوبی می‌داند، نه نویسندهٔ خوبی. کوثری هم‌نظر با هوشنگ گلشیری با دموکراسی هنری و زبانی مخالف است و منتقد دیدگاه براهنی و باطنی به زبان. او رمان‌ها و اشعار پساانقلاب براهنی را به زبان کم‌توجه می‌داند و معتقد است شعر براهنی به مرحلهٔ انکار دستور زبان رسید و انکار زبان گذشتگان و بازتعریف شعر چراکه اصل شعر را چیز دیگری می‌دانند و معتقدند زبان احمد شاملو نگاه از بالاست، زبان مهدی اخوان ثالث باستان‌گرایانه، نالازم و خراسانی و تنها بر فروغ فرخزاد و سهراب سپهری تأکید می‌کنند و سرمشقشان انکار ضرورت زبان است و نظریه‌های به باور کوثری عجیب و غریب و توجیه‌گونهٔ مقابله با استبداد زبان. به باور کوثری تعریف شعر به عنوان هنر کلام از این نسل به بعد نفی شد و شعرهای دههٔ ۱۳۶۰ به بعد تنها چیزی که ندارند دغدغهٔ زبان است. به باور کوثری در گذشته اصل بر لزوم رسیدن شاعر به زبان و جهان خاص خود بود چنان‌که احمدرضا احمدی نگاه و جهانی خاص دارد، همین‌طور محمدعلی سپانلو یا منوچهر آتشی به‌طوری که با خواندن چند خطشان می‌توان فهمید شاعر کیست ولی به باور او شعرهای امروز چنین نیستند و ضرورتی نیز در آن نمی‌بینند و همه مشابه یکدیگرند به‌طوری که با برداشتن نام شاعر از رویشان انگار همه را یک نفر گفته.
به باور او مشکل دیگر شعر معاصر تلاش آگاهانه برای جهانی‌شدن است، حال آن که به باور او جهانی‌شدن آگاهانه نیست که مرحلهٔ خاصی از زندگی هنری کسی باشد؛ بلکه نویسنده یا شاعر اثر خود را می‌کند و در مرحله‌ای، جهان یا بخشی از جهان، از آثارش استقبال می‌کند. او نتیجهٔ دلهرهٔ جهانی‌نشدن که دغدغه بسیاری از نویسندگان ایران شده را فراموشی راه رفتهٔ خود، مخصوصاً در شعر می‌داند که باعث شده جور دیگری شعر بگوییم و فکر کنیم با این تصور که شعر متفاوت جهانی خواهد شد در حالی که به باور او منجر به شعرهای عجیب و غریبی شده، نفی‌کنندهٔ ارتباط با مخاطب؛ در حالی که به باور او شعر ناتوان از برقراری ارتباط با ملت خود، نه‌تنها جهانی نمی‌شود، بلکه کوچه‌ای هم نخواهد شد و همین علت دوری او از شعر امروز است. از نظر او این اشعار بیشتر شبیه ترجمهٔ بدی از شعر غربی‌ست. به همین دلیل کوثری از این شعر لذت زبانی نمی‌برد و شعر بسیاری از جوانان را درک نمی‌کند و از شعر امروز کمتر از گذشته می‌خواند و بیشتر به نثر نسل امروز گرایش دارد تا شعر امروز.

### سانسور
کوثری دیدگاه متناقضی دربارهٔ سانسور دارد. از سویی با آن مخالفت است و خواهان آزادی اندیشه، بیان و نشر و بهترین راه را انتشار آزادانهٔ کتاب می‌داند تا اگر کسی یا مأخذ و مرجعی با سند و مدرک مشخص کرد آن کتاب به شخص یا چیزی لطمه زده، ناشر، مترجم و مؤلف بنا بر قانون پاسخگو باشند. اما از سوی دیگر با محکومیت آداب بی‌قراری (یعقوب یادعلی، زمستان ۱۳۸۳) در دادگاه، این حکم را بی‌سابقه دانسته و مایهٔ تأسف و به ضرر اهل قلم و پیامی بد برای صنعت نشر ایران و آسیب و تضعیف بیش از پیش آن و محدودیت بیش‌تری بر کار کتاب. از سوی دیگر، وقتی در ۱۳۹۲ علی جنتی، وزیر فرهنگ و ارشاد اسلامی در ابتدای فعالیت دولت یازدهم جمهوری اسلامی ایران از قصدش برای برداشتن ممیزی پیش از انتشار گفت، با وجود حمایت از این طرح، اذعان کرد که ناشران از آن استقبال نمی‌کنند چراکه به معنی انداختن این مسؤولیت به گردن ناشران خواهد بود.
کوثری معتقد است سانسور هیچگاه نمی‌تواند به شکل مدون و معقول اعمال شود چراکه به باور او مبنای آن شک در متن و محتوای آثار است ولی نگاه و تفکر هر ممیز و صادرکنندهٔ مجوزی با دیگری متفاوت است. او با اشاره تفاوت رویکرد دو بررس کتاب به دو ترجمهٔ متفاوت از کتابی مشابه از دو ناشر متفاوت، یکی انتشار با چند اصلاحیه و دیگری ردشدن، آن را نشانگر قانون‌بردارنبودن سانسور می‌داند و تدوین قانون مدون برای آن را ناممکن.

### سبک زندگی
کوثری امرار معاش با ترجمه را ممکن اما به خون جگر می‌داند و مشکلی درازمدت و وضع خود را به لطف تجدید چاپ ترجمه‌هایش مناسب‌تر از بسیاری از همکارانش که آثارشان در حد چاپ اول و دوم می‌ماند و در نتیجه به‌سختی امرار معاش می‌کنند.
کوثری از ساعت ۵ صبح که بیدار می‌شود، ۴ ساعت صبح ترجمه می‌کند، سپس استراحت می‌کند و دوباره از ساعت ۱۴ تا ۱۹ ترجمه می‌کند و از ساعت ۲۰ به بعد که خسته می‌شود هم فیلم می‌بیند. در کل در بدترین شرایط روزی ۶–۷ ساعت ترجمه می‌کند و معتقد است بیش از این هم نمی‌شود ترجمه کرد؛ چراکه کار سختی‌ست. او معتقد است اگر ساکن تهران بود به دلیل آشنایی‌ها و روابط نمی‌شد به این شکل کار کرد اما به دلیل روابط محدود در مشهد بهتر کار می‌کند. او برای ترجمه از فناوری‌های روز استفاده نمی‌کند و همچنان با خودنویس می‌نویسد و ترجمه می‌کند و به دلیل خط‌خوردگی خیلی کم، همان نسخهٔ اول دستنویس را هم به ناشر می‌دهد؛ ولی مقالاتی که برای مطبوعات می‌فرستد را تایپ می‌کند. در کتاب تاریخی‌ای که در ۱۳۹۷ ترجمه می‌کرد اما برای اولین بار با کامپیوتر کار کرد. کوثری معمولاً پیش از تحویل ترجمه‌اش به ناشر آن را برای خواندن به یکی-دو دوست اهل مطالعه ولی نامتخصص در ویراستاری می‌سپارد تا اگر مشکلی یافتند یادآور شوند.
خواندن برنامهٔ حذف‌نشدنی زندگی کوثریست. دقیقاً نمی‌داند در روز چه‌قدر کتاب می‌خواند اما در کل کاری بجز خواندن و نوشتن ندارد. او اشعار حافظ، سعدی و غزلیات مولانا را دوست دارد و از ده‌سالگی تاکنون همیشه می‌خواند. کتاب‌های تاریخی و آثار منثور عرفانی را نیز می‌خواند. همچنین سعی می‌کند داستان‌های معاصر ایران را نیز بخواند. از شعر امروز اما کمتر از گذشته می‌خواند و بیشتر به نثر نسل امروز گرایش دارد تا شعر امروز. کوثری که در گذشته بیشتر ادبیات داستانی و شعر می‌خواند در سال‌های اخیر بیشتر بر تاریخ تمرکز کرده؛ کتاب‌هایی که در طول این سال‌ها بوده‌اند ولی فرصت خواندنشان را نداشت و معتقد است در این سن فرصت مناسبی برای خواندنشان دارد. به باور او نمی‌توان فقط ادبیات خواند. او خواندن آثار دیگر، مخصوصاً تاریخ را ضروری می‌داند و یکی از کمبودهای اساسی در مطالعات جوانان را تاریخ. او معتقد است جوانان باید دست‌کم تاریخ ۱۵۰ سال اخیر ایران و وقایع مهم این دوره را بخوانند. به عنوان مثال برای نسل او محمدتقی پسیان، محمد خیابانی، میرزا کوچک خان جنگلی و محمد مصدق قهرمانانی بودند وطن‌پرست اما فدای سیاست‌های نادرست و اوضاع آشفتهٔ ایران شده‌اند و کاری کردند نه به نفع ایران بود، نه حاصلی برای مردم داشت؛ سر خودشان هم بر باد رفت. به باور او جوان امروزی می‌تواند با خواندن کتاب‌های جدید جایگاه واقعی اینان را بهتر از نسل او بشناسد تا اشتباهات نسل او را تکرار نکند.
کوثری دلیل محشوری بیشتر نسلش در مقابل نسل جدید با کتاب و ادبیات، جدا از عشق به مطالعه، محدودیت تفریحات در آن دوران می‌داند. یکی از تفریحات سینما بود و به باور او در آن دوران آن‌قدر فیلم خوب بود که در بدترین حالت هفته‌ای یکی-دو بار به سینما می‌رفتند. تفریح دیگر رادیو بود که معتقد است بعضی برنامه‌هایش، از جمله نمایشنامه‌های رادیویی، موسیقی خوب غربی و گل‌های جاویدان از بهترین آموزگاران بود و فعالان رادیویی آن دوران به‌گزین. به جز رادیو و سینما فقط کتاب می‌ماند. امروز اما خیلی چیزها جای کتاب را گرفته و نوع تفریحات هم عوض شده. به باور کوثری برخلاف باور عمومی، کمرونقی کتاب‌فروشی و صنعت نشر در ایران نه از سانسور بلکه کتاب‌نخوانی طبقهٔ متوسط است و فرهنگ‌گریزی به‌تمام‌معنایش.
کوثری که پیش از انقلاب ۱۳۵۷ ایران، در جوانی با عده‌ای از دوستانِ عمدتاً دبیرستانی‌اش دست‌کم هفته‌ای یک بار در کافه‌ای جمع می‌شدند، هرگز چندان در جمع روشنفکری نبود و جز با احمد شاملو و بعدها اسماعیل خویی ارتباط چندانی با دیگران نداشت و تنها گه‌گاه به کافه‌های روشنفکری آن دوران، مثل کافه مرمر و کافه فیروز در خیابان نادری می‌رفت، با مهاجرت به مشهد و کاهش روابطش، اکنون تنها گاهی با دوستان جوانش در کافه‌ای جمع می‌شوند و صحبت می‌کنند. با این حال، اهل پاتوق و کافه‌گردی نبوده و نیست و آن را اتلاف وقت می‌داند.

### سیاست
کوثری که در جوانی چپ‌گرا بود و اکنون خود را بیشتر به لیبرالیسم آیزایا برلین نزدیک می‌بیند، تولد و رشد روشن‌فکری در ایران را متأثر از انقلاب روسیه و فرانسه می‌داند و مونتاژ روشن‌فکری فرانسه و روسیه، مخصوصاً روسیه و چون نویسندگان این دو سرزمین در زمان زایش روشن‌فکری ضدسرمایه‌داری بودند و ستیزنده با نظم موجود، اکثر نویسنده-روشن‌فکران برجستهٔ ایران نیز ضدسرمایه‌داری شدند و با نظم موجود درگیر، با این تفاوت که برخلاف روشن‌فکران غربی، روشن‌فکران ایرانی بیشتر بر پایهٔ هیجان و عاطفه نوشته، رفتار کرده و عمداً یا سهواً تفکر را نادیده گرفته‌اند. به باور کوثری ایرانیان در نیمهٔ عصر ناصری زمانی وارد این حرکت شده و با لیبرالیسم از سویی و سوسیال دموکراسی از سوی دیگر آشنا شدند که جریانش در جهان غرب چنان شتابی گرفته بود که هر بیست سال اندیشه و مکتبی جدید می‌آمد ولی تا می‌خواستیم همراهش شویم، دستخوش حوادث می‌شدیم و در نتیجه تأملی نکردیم و مارکسیست ایرانی کارل مارکس نخواند چون وقت می‌بُرد و او می‌خواست عمل کند. او شهرت ناگهانی علی شریعتی و بدل‌شدنش به متفکر را به دلیل بازگویی حرف‌های ناتازهٔ هزار سال پیش و مخلوط‌کردنشان با مباحث جدید و در قالب حرف‌های نوآورانه می‌داند و نشانی از لغزش روشن‌فکر ایرانی بر سطح؛ چراکه او این که انسان شرقی بر مبنای تئوری‌های غربی موضوعی را در جامعه خود بررسد طرح یک نظر جدید نمی‌داند و معتقد است دسترسی و آگاهی از اطلاعات به معنای جاافتادن آن علم در یک جغرافیا نیست، بلکه مهم میزان درونی‌شدن آن مفهوم ایجادشده در غرب ایجاد است. به باور او روشن‌فکر ایرانی در طول تاریخ به این دلیل که همیشه در میانهٔ حوادث مختلف بوده وقت نکرده حرف‌های هزار سال پیش را بخواند و به خود بیندیشد و بدون دیدن درستِ مسیر، فقط دویده و وقتی با فروکش امواج سیاسی به خود اندیشیده، به سوی عرفان و تصوف رفته.
کوثری با اشاره به تنگاتنگی رابطهٔ ادبیات آمریکای لاتین با تاریخ و سیاست، معتقد است در برهه‌ای از تاریخ ایران، یعنی دوره‌های جنبش مشروطه و نهضت ملی‌شدن نفت، به‌نوعی چنین وظیفه‌ای بر عهدهٔ ادبیات ایران نیز گذاشته شد؛ در جنبش مشروطه در غیابِ احزاب و نهادهای مدنی و فقدان تحلیل و درک درست از سیاست و تاریخ، در هنگامهٔ غلیان ناسیونالیسمی داغ اما — به باور کوثری — ناپخته، بدون تحلیل درستی از تاریخ و تنها با استناد به شعر، وثوق‌الدوله بر اساس شعر میرزاده عشقی داوری می‌شد. او نتیجهٔ چنین رویکردی در آن دوره را شکل‌گیری ادبیاتی ناپخته می‌داند که بیش از هر چیز جوشش هیجان و عاطفه است؛ در حالی که رمان تنها متکی بر عواطف نیست.
به باور کوثری دیکتاتوری نه موضوعی فردی و هویتی بلکه اجتماعی‌ست و دیکتاتور مخلوق مقتضیات سیاسی، اقتصادی و فرهنگی زمان خود و مقاطع خاص تاریخی و روزگار آشوب و هرج‌ومرج که در غیاب نهادهای دموکراتیک، قدرت را به دست می‌گیرد؛ فردی ریسک‌پذیر، جدی و قاطع که در راستای هدفش دست به هر کاری می‌زند و از خطرات بزرگ نمی‌هراسد. به باور او وقتی جامعه نتواند مشکلات اساسی‌اش را از طریق مسالمت‌آمیز و دموکراتیک حل کند احتمال بروز دیکتاتوری زیاد می‌شود. به باور او دیکتاتورها گرچه خشن و گاه اهل سوءاستفاده از قدرتند، اما بر اساس مقتضیات زمانه‌شان خدمات زیادی به کشورهایشان داشته‌اند و به همین دلیل در آغاز محبوبند و در ادامه اطرافیانشان تصویری پرابهت از آن‌ها می‌سازند و جامعه باور می‌کند و دیکتاتور را به مقامی می‌رساند که باید نیایشش بکند. با این حال، به باور او در جهان سوم در بسیاری موارد منافع قدرت بیگانه هم در قدرت‌گرفتن دیکتاتور دخیل است.
کوثری کودتای ۲۸ مرداد را داغی می‌داند که نسل او نمی‌توانست فراموش کند. با این که او در آن سال تنها هفت سال داشت و چیز درستی از آن واقعه درنیافت اما چند سال بعد از خلال تصاویر تیرباران‌ها در روزنامه‌ها و مواجهه با مصدقیها و توده‌ای‌ها در کوچه چیزهایی فهمید و شناخت تاریخ معاصر با مطالعهٔ آثاری نظیر انقلاب بی‌رنگ (سیدعلی آذری، ۱۳۲۸) در ۱۳۴۱ تأثیر بسیار بر او گذاشت و رفته‌رفته آگاهی تلخ و گریزناپذیر از جهان در جانش نشست و همچون هم‌نسلانش از همان روزها ذهنیتی اجتماعی یافت. در نتیجه، با وجودی که فعالیت سیاسی به معنای دقیق کلمه نداشت، مخالف دیکتاتوری دودمان پهلوی بود و فاصلهٔ زیاد طبقاتی و ابتذالی که با سرازیرشدن پول نفت به ایران با بحران نفتی سال ۱۹۷۳ شدت گرفت. از سویی تاریخ خوانده بود و معتقد به نهضت ملی‌شدن نفت بود و استقرار مشروطهٔ واقعی مورد نظر مصدق. در نتیجه او نیز مثل اکثر روشن‌فکران خواهان انقلاب بود اما به باور او طبیعی‌ست که هرکس از ظن خود یار انقلاب اسلامی ایران شده بود. او معتقد است آنچه از ۱۳۵۸ به بعد پیش آمد انحصارطلبی‌ای بود که هم‌فکرانش تصورش را نمی‌کردند.
کوثری معتقد است همفکران نسل او در جریان پساانقلاب آسیب زیادی دیدند چون از شغل‌های دولتی کنار گذاشته شدند و در نتیجه همه‌شان، مخصوصاً اهل قلم دوران بدی را گذرانده‌اند که نه امنیت شغلی داشتند، نه در سال‌های جنگ ایران و عراق کتابی منتشر می‌شد. او دههٔ ۱۳۶۰ را تلخ‌ترین سال‌های عمر خود و هم‌نسلانش می‌داند؛ چه به دلیل مصائب جنگ و مرگ بسیاری از جوانان، چه حوادث و پراکندگی‌ها و فضای پرتشنج داخلی؛ فضایی کاملاً متفاوت با تصوراتش از وضعیت پساانقلابی کشور.

## فعالیت‌های اجتماعی
کوثری در ۱۳۷۳/۷/۲۵ از امضاکنندگان بیانیهٔ ۱۳۴ نویسنده بود که خواهان آزادی اندیشه، بیان و نشر شده و به سانسور اعتراض کردند و حضور صنفی خود به عنوان کانون نویسندگان ایران را اعلام.
او همچنین در ۱۳۹۲/۶/۶ از امضاکنندگان نامهٔ ۲۴۷ هنرمند در اعتراض به تغییر کاربری «خانه‌باغ بدیع‌الحکما» و «باغ ذوالریاستین» همدان بود.
او همچنین در ۱۳۹۴/۱۱/۱۰ از امضاکنندگان نامهٔ جمعی از اهل قلم ایران در اعتراض به دانلود رایگان غیرقانونی کتاب در ایران با انتقاد از ادعاهای سوسیالیستی، رویکرد اشتراکی، مبارزه با سرمایه‌داری بود.
او همچنین در ۱۴۰۱/۸/۳۰ از امضاکنندگان نامهٔ ۲۵۰ مترجم ایران در حمایت از خیزش ۱۴۰۱ ایران و علیه سانسور بود که علاوه‌بر اعلام قصد برای انتشار بدون سانسور کتاب‌های ممنوعه، آزادی فوری و بی‌قید و شرط همهٔ زندانیان سیاسی را حقی دانستند که اگر احقاق نشود، به هر قیمتی ستانده خواهد شد؛ همچنان‌که حق آزادی اندیشه و بیان، آزادی اجتماع و حق آزادی انتخاب حکومت دموکراتیک برای ایران.

## حواشی
در ۱۳۸۷/۱۲/۱۲ عبدالله کوثری خبر از کلاه‌برداری فردی داد که در چند ماه منتهی به این تاریخ با معرفی خود به جای او با مترجمان، مؤلفان و ناشران تماس می‌گرفت و از آن‌ها می‌خواست کتاب‌هایشان را برای تماس‌گیرنده بفرستند.